# Коропове (городище)
Городище «Коропове» — пам'ятка археології національного значення, охоронний № 200021-Н, взятий під охорону держави Постановою КМУ № 928 від 03.09.2009.

## Датування
V ст. до н. е. — XVIII ст.

## Площа
Загальна площа ≈ 3,0 га, дворища ≈ 1,5 га.

## Розташування
3 км на північ від с. Коробів Хутір та в 1,2 км на південний схід від селища Гайдари, на високому узвишші правого берега р. Сіверський Донець.

## Історія дослідження
Городище вперше згадується на початку ХХ ст. Дмитром Багалієм. Приблизно в той самий час Олександр Спіцин створив його перший план. Опис пам'ятки зробив у 1930 р. М. Фукс. У 1953—1954 та у 1970 рр. городище обстежував і частково розкопав Борис Шрамко. У 1955 р. пам'ятку відвідала Світлана Плетньова, в середині 1970-х рр. відвідав Г.Є Афанас'єв, який обмежився його оглядом та зачисткою розрізу валу, якій провів Б. А. Шрамко ще у 1954 р. У 1998—1999 рр. роботи на пам'ятці здійснювала експедиція під керівництвом Володимира Міхеєва. З 2003 по 2005 рр. дослідження городища проводилися під керівництвом В. В. Колоди. У 2010 р. В. В. Колодою та Ю. Г. Чендєвим були проведені ґрунтознавчі та палеокліматичні дослідження.

## Опис
Городище є археологічною пам'яткою різних епох, таких як: городецька культура (VII ст. до н. е. — II ст. н. е.), лісостепова скіфоїдна культура (середина V—IV ст. до н. е.), пеньківська культура (VII — перша половина VIII ст.), салтівська культура (середина VIII — середина X ст.), культура літописного племені сіверян на кінцевому етапі розвитку (роменська культура — друга половина X — середина XI ст.), слобожанська культура (кінець XVII — початок XX ст.). Окрім того на городищі виявлені два скарби: один складався із  сільськогосподарських інструментів раннього середньовіччя, другий — з антських прикрас (пеньківська культура).
В ранню залізну добу по периметру верхнього майданчика (площею ≈ 1,5 га) із півночі, заходу і півдня були створені дерев'яно-ґрунтові укріплення, які доповнювалися ровами із зовнішнього боку; із півночі і заходу були створені ще дві додаткові захисні лінії за системою «рів — ґрунтовий вал». В цих фортифікаційних лініях були творені проходи для в'їзду на городище: з півночі, півдня і заходу. На наш час в'їзд на майданчик городища просліджується лише із півночі. В салтівський період була створена поверх нова лінія захисту з каменю та примітивно сформованої цегли, яка слугувала основою для закріплення дерев'яної стіни. Ще були проведені роботи по оновленню зовнішніх захисних ліній.
До середини ХІ ст. тут мешкало слов'янське населення, а після загрози з боку половців, люди покидають городище, і поселення перестає існувати.
Потужність перевідкладеного культурного шару на городищі становить 30–60 см. Близько 65 % від загального числа керамічних фрагментів відносяться до ліпного посуду ранньої залізної доби, ≈20 % — ліпних роменських посудин, 15 % — рештки гончарного салтівського посуду; кераміка бронзової доби, пеньківської культури та нового часу сумарно менше 1 %.
Артефакти представлені залізними знаряддями праці, побуту, зброї, а також прикрасами та предметами кінської збруї. Кам'яні вироби представлені знаряддями для розтирання зерна та точильними каменями. Керамічні представлені пряслицями.
Захисні споруди цитаделі являють собою ґрунтовий вал, що зберігся на висоту 2–4 м. Рів, що перед ним має глибину 1–2 м при сучасній ширині у 3–5 м. Зовнішні вали збереглися на висоту 1–3 м при ширині до 6–7 м; їх вали мають ширину 1,5–3,0 м при глибині до 1,5 м. Окрім того, практично впритул до укріплень, біля східного, південного і західного кутів городища простежуються горизонтальні ґрунтові майданчики.
На теперішній час досліджено ≈ 2000 м2, виявлено 40 археологічних комплексів, серед яких 16 відносяться до ранньої залізної доби, 22 — до раннього середньовіччя (ще 2 — нез'ясованого часу).

## Сучасне використання
Пам'ятка є складовою частиною Національного природного парку «Гомільшанські ліси», територія знаходиться під природним листяним лісом з чагарником.